# Governor-General of Fiji
Governor-General of Fiji war der Titel des Stellvertreters der Britischen Krone in Fidschi. Fidschi war von 1970 bis 1987 ein unabhängiges Commonwealth Realm im Commonwealth of Nations, nachdem es von 1874 bis 1970 eine britische Kolonie gewesen war. Während dieser Zeit war der britische Monarch das Staatsoberhaupt, aber in der Praxis wurden seine Funktionen bis zum 10. Oktober 1970 vom Gouverneur ausgeübt (vor der Unabhängigkeit) und ab dem 10. Oktober 1970 durch den Generalgouverneur. Dieses Amt bestand nur bis zum 7. Oktober 1987, bis zur Ausrufung der Republik.
Die Queen of Fiji dankte 1987 formell ab nach zwei militärischen Staatsstreichen.
Lieutenant Colonel Sitiveni Rabuka hatte zunächst die Regierung unter Timoci Bavadra abgesetzt (14. Mai) und Ende des Jahres die Monarchie für beendet erklärt (28. September) und wenig später die Republik ausgerufen (8. Oktober).

## Liste der Generalgouverneure von Fidschi (1970–1987)
| Governor-General of Fiji | Governor-General of Fiji             | Governor-General of Fiji | Governor-General of Fiji | Governor-General of Fiji | Governor-General of Fiji |
| No.                      | Name                                 | Porträt                  | Amtszeit                 | Amtszeit                 | Monarchin                |
| No.                      | Name                                 | Porträt                  | Amtsantritt              | Ende der Amtszeit        | Monarchin                |
| ------------------------ | ------------------------------------ | ------------------------ | ------------------------ | ------------------------ | ------------------------ |
| Dominion of Fiji         |                                      |                          |                          |                          |                          |
| 1.                       | Sir Robert Sidney Foster (1913–2005) |                          | 10. Oktober 1970         | 13. Januar 1973          | Elisabeth II.            |
| 2.                       | Ratu Sir George Cakobau (1912–1989)  |                          | 13. Januar 1973          | 12. Februar 1983         | Elisabeth II.            |
| 3.                       | Ratu Sir Penaia Ganilau (1918–1993)  |                          | 12. Februar 1983         | 6. Oktober 1987          | Elisabeth II.            |